# 日経ヴェリタス
日経ヴェリタス（にっけいヴェリタス）は、日本経済新聞社が発行していた週刊投資金融情報専門紙である。2025年3月30日付で休刊となった。

## 概要
発行部数が最盛期の半分に落ち込んだ金融専門紙「日経金融新聞」の後継紙として、2008年3月16日付で創刊。日経金融新聞と同時期に休刊した「日経公社債情報」からも一部記事を引き継いだ。ウォール・ストリート・ジャーナル発行元のダウ・ジョーンズが手掛ける投資専門紙「バロンズ」をモデルに立ち上げられた。
毎週日曜日に発行。定価は一部600円。なおヴェリタスとはラテン語で「真理」（veritas）のことである。プロ向けであった日経金融新聞と違い、主に個人投資家をメインターゲットとしている。2024年12月20日、日経本紙にて「日経ヴェリタス「電子版」創刊　25年3月、紙は休止」とアナウンスした。